# Departament piotrkowski

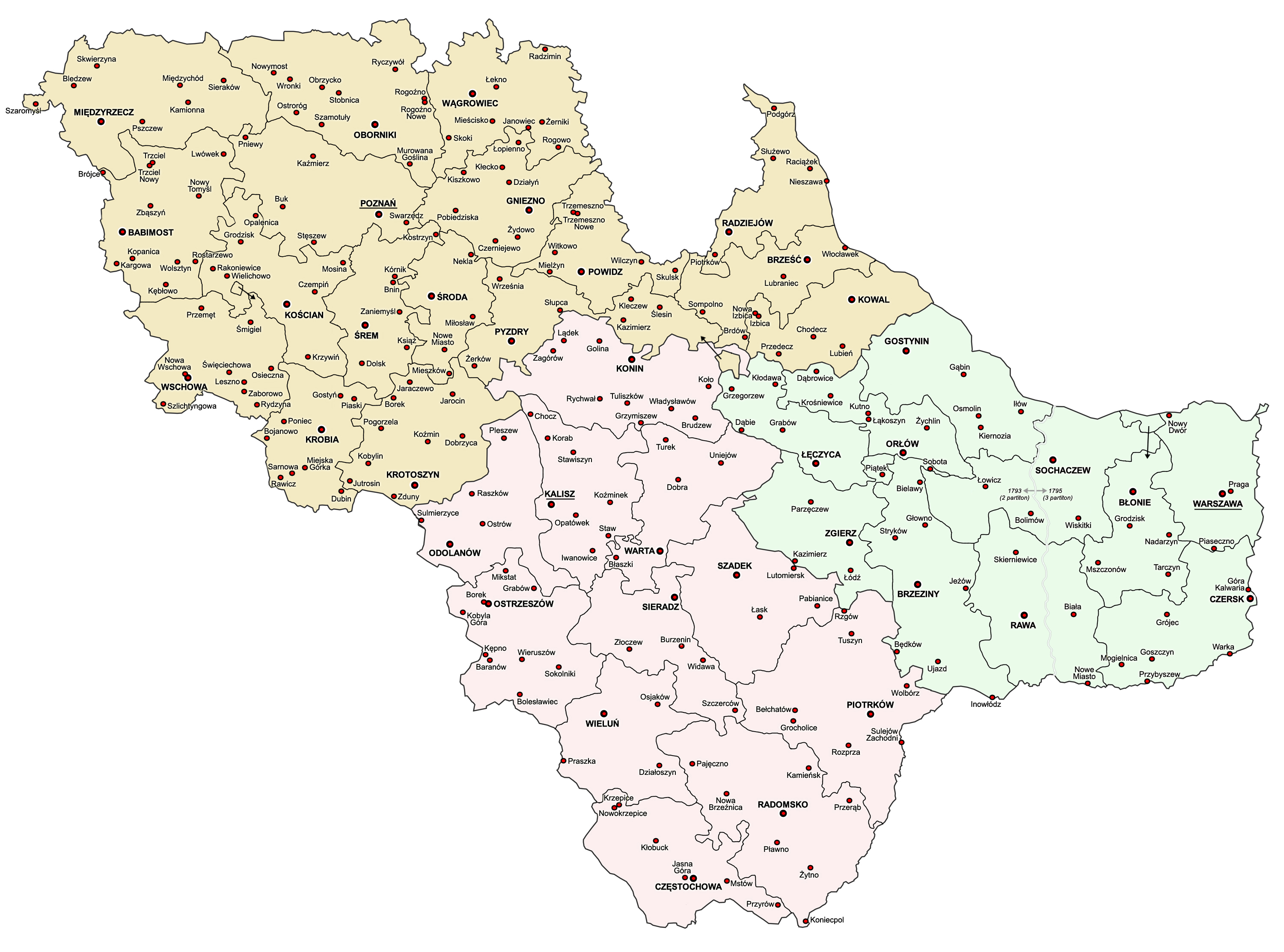
Prusy Południowe w 1795–1807. Departament piotrkowski obejmował tereny: departamentu poznańskiego (kolor żółty, powiaty brzeski, kowalski i radziejowski), utworzonych w 1795 roku departamentów kaliskiego (kolor różowy, oprócz poiatów kaliskiego, konińskiego i odolanowskiego) i warszawskiego (kolor seledynowy, na zachód od zaznaczonej na mapie linii 2. i 3. rozbioru) oraz 9 powiatów, które w 1795 weszły w skład departamentu płockiego Prus Nowowschodnich (poza zasięgiem mapy)

Departament piotrkowski (niem. Kriegs-und Domänen Kammerdepartament Petrikau), przejściowo departament łęczycki (niem. Kriegs-und Domänen Kammerdepartament Lentschitz)  – jednostka administracyjna Prus Południowych 1793–1795 ze stolicą w Piotrkowie (przejściowo w Łęczycy), utworzona zarządzeniem gabinetowym króla Prus z ziem zagarniętych w wyniku II rozbioru Polski. 
Patentem królewskim z 7 kwietnia 1793 roku na obszarze nowej prowincji utworzono departament łęczycki z siedzibą w Łęczycy, jako jeden z jej dwóch departamentów (obok departamentu poznańskiego). Departament łęczycki objął obszar dawnych województw sieradzkiego z ziemią wieluńską, łęczyckiego, rawskiego, płockiego, brzeskokujawskiego i ziemi dobrzyńskiej. Miasta tworzyły osobne jednostki administracyjne wydzielone terytorialnie i administracyjnie z powiatów.
Wobec braku w Łęczycy odpowiednich pomieszczeń dla administracji, siedzibę departamentu 25 maja 1793 przeniesiono do Piotrkowa, przekształcając w go departament piotrkowski
Ponieważ departament piotrkowski zajmował znaczny obszar, podjęto starania o wydzielenie z niego departamentu, który objąłby tereny Kujaw i Mazowsza wcielone do Prus Południowych. Na siedzibę trzeciego departamentu wyznaczono w 1795 roku Płock, ale w związku z III rozbiorem stał się on siedzibą departamentu płockiego Prus Nowowschodnich (nie Południowych), do których włączono dawną ziemię dobrzyńską (powiaty dobrzyński, lipnowski i rypiński) oraz powiaty na obszarze dawnego województwa płockiego (bielski, płocki, sierpecki, szreński i wyszogrodzki), wyłączając je z Prus Południowych. Równocześnie powiaty brzeski, kowalski i radziejowski przyłączono do  departamentu poznańskiego Prus Południowych, a powiaty  brzeziński, gostyniński, łęczycki, orłowski, zgierski, rawski i sochaczewski połączono z terenami na południe i zachód od Wisły, zagarniętymi na skutek III rozbioru, z których utworzono nowy departament warszawski (Prusy Południowe). Pozostałe powiaty utworzyły w 1795 roku departament kaliski (Prusy Południowe).

## Podział administracyjny 1793–1795
Departament był podzielony na 27 powiatów. Ugrupowano jej według zmian w 1795 roku.

- Powiaty, które w 1795 utworzyły nowy departament kaliski (Prusy Południowe):
  - powiat częstochowski
  - powiat lutomierski
  - powiat ostrzeszowski
  - powiat piotrkowski
  - powiat radomszczański
  - powiat sieradzki
  - powiat szadkowski
  - powiat warcki
  - powiat wieluński
- Powiaty, które w 1795 utworzyły część nowego  departamentu warszawskiego (Prusy Południowe):
  - powiat brzeziński
  - powiat gostyniński
  - powiat łęczycki
  - powiat orłowski
  - powiat zgierski
  - powiat rawski
  - powiat sochaczewski (bez Sochaczewa)
- Powiaty, które w 1795 włączono do departamentu poznańskiego (Prusy Południowe):
  - powiat brzeski
  - powiat kowalski
  - powiat radziejowski
- Powiaty, które w 1795 utworzyły część nowego departamentu płockiego (Prusy Nowowschodnie):
  - powiat bielski
  - powiat dobrzyński
  - powiat lipnowski
  - powiat płocki
  - powiat rypiński
  - powiat sierpecki
  - powiat szreński
  - powiat wyszogrodzki